# 875 North Michigan Avenue
Il 875 North Michigan Avenue (precedentemente noto come John Hancock Center) è un grattacielo di 100 piani e 343 m di altezza che sorge nella città di Chicago (Illinois, USA). Progettato da Bruce Graham e Fazlur Khan, della Skidmore, Owings, & Merrill, fu completato nel 1969. È il quinto grattacielo più alto di Chicago e l'undicesimo degli Stati Uniti, dopo il One World Trade Center, la Central Park Tower, la Willis Tower, il One Vanderbilt Place, la Trump International Hotel and Tower, il 30 Hudson Yards, l'Empire State Building, la Bank of America Tower di New York, il St. Regis Chicago e l'Aon Center. L'edificio è utilizzato per uffici ed attività commerciali, oltre ad ospitare più di 700 appartamenti.

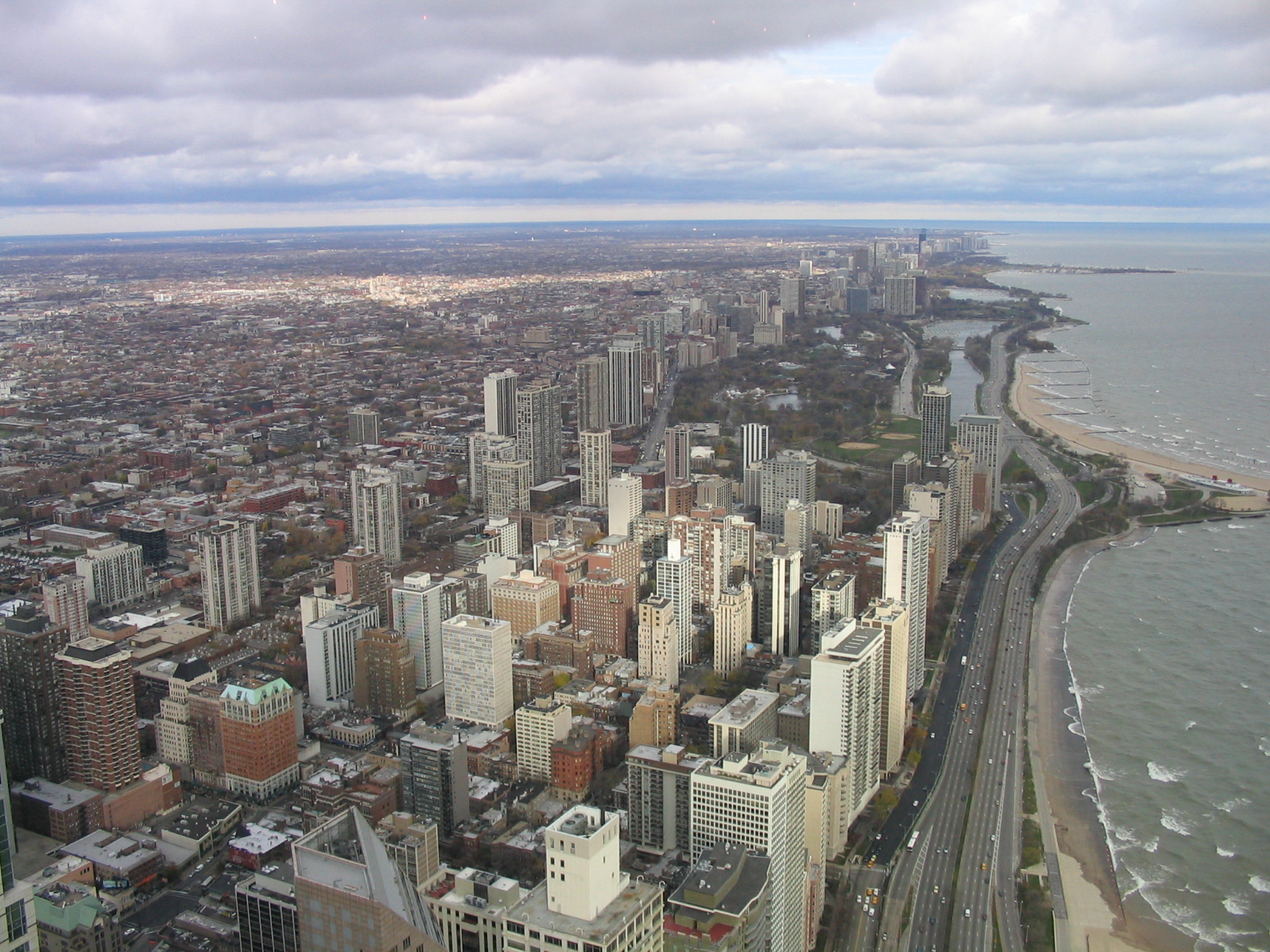
Panorama di Chicago (verso nord) dall'osservatorio panoramico del 875 North Michigan Avenue

Il 95º piano è da lungo tempo sede di un ristorante, chiamato "The Signature Room on the 95th Floor".
Mentre gli avventori pranzano, possono ammirare il panorama di Chicago e del Lago Michigan. L'osservatorio del 875 North Michigan Avenue compete con lo Skydeck della Willis Tower per la vista sulla città e sul lago Michigan. Il John Hancock Center sorge nel quartiere commerciale mentre la Willis Tower in quello finanziario.
Il punto di osservazione al 94º piano è sede di esposizioni sulla città di Chicago. Le mappe illustrano il panorama in ogni direzione e un'area speciale permette ai visitatori di sentire il vento a 304 metri d'altezza da terra. Il 44º piano ospita la più alta piscina indoor degli Stati Uniti.

## Design
È uno dei più famosi edifici dello stile noto come espressionismo strutturale, la sua caratteristica distintiva è la struttura esterna a "traliccio", con rinforzi ad X, che lascia intendere che la struttura stessa non è solo una decorazione ma parte del sistema portante. L'idea è uno dei concetti basilari che i progettisti di grattacieli hanno utilizzato per raggiungere i record di altezza (la struttura tubolare è essenzialmente la colonna vertebrale che aiuta l'edificio a rimanere diritto durante venti e terremoti).
La struttura a X permette infatti di raggiungere altezze considerevoli, di economizzare acciaio per la costruzione dell'edificio, di resistere a venti di quasi 200 km/h e di aprire lo spazio interno dei piani, aumentando la superficie utilizzabile, a discrezione dell'architetto.
Queste sue caratteristiche peculiari ne hanno fatto un'icona dell'architettura.
L'interno è stato ristrutturato nel 1995, aggiungendo nell'atrio superfici in travertino e pietra calcarea. La piazza antistante, di forma ellittica, è utilizzata come spazio pubblico, con piante ed una fontana con cascata di 3,7 m.
Una striscia di luci bianche sulla sommità dell'edificio è visibile la notte da tutta Chicago e cambia di colore per le diverse festività.
Il grattacielo è membro della World Federation of Great Towers ed ha vinto numerosi premi per il suo stile distintivo.

## Curiosità
- L'ultima domenica di febbraio si tiene una corsa annuale per le scale del grattacielo dal piano terra al 94º piano chiamata Hustle up the Hancock. Il record è di 9 minuti e 39 secondi.
- Il grattacielo fu anche il set del film Poltergeist III - Ci risiamo.
- Nel libro e nel film Divergent, la protagonista, Beatrice "Tris" Prior, si lancia proprio dall'Hancock per fare la zip-line.
- Nella parte finale del film "Matrimonio impossibile" M. Douglas organizza una festa sontuosa (con concerto di KC and the Sunshine Band) proprio nella Signature Room della HK.

## Galleria d'immagini

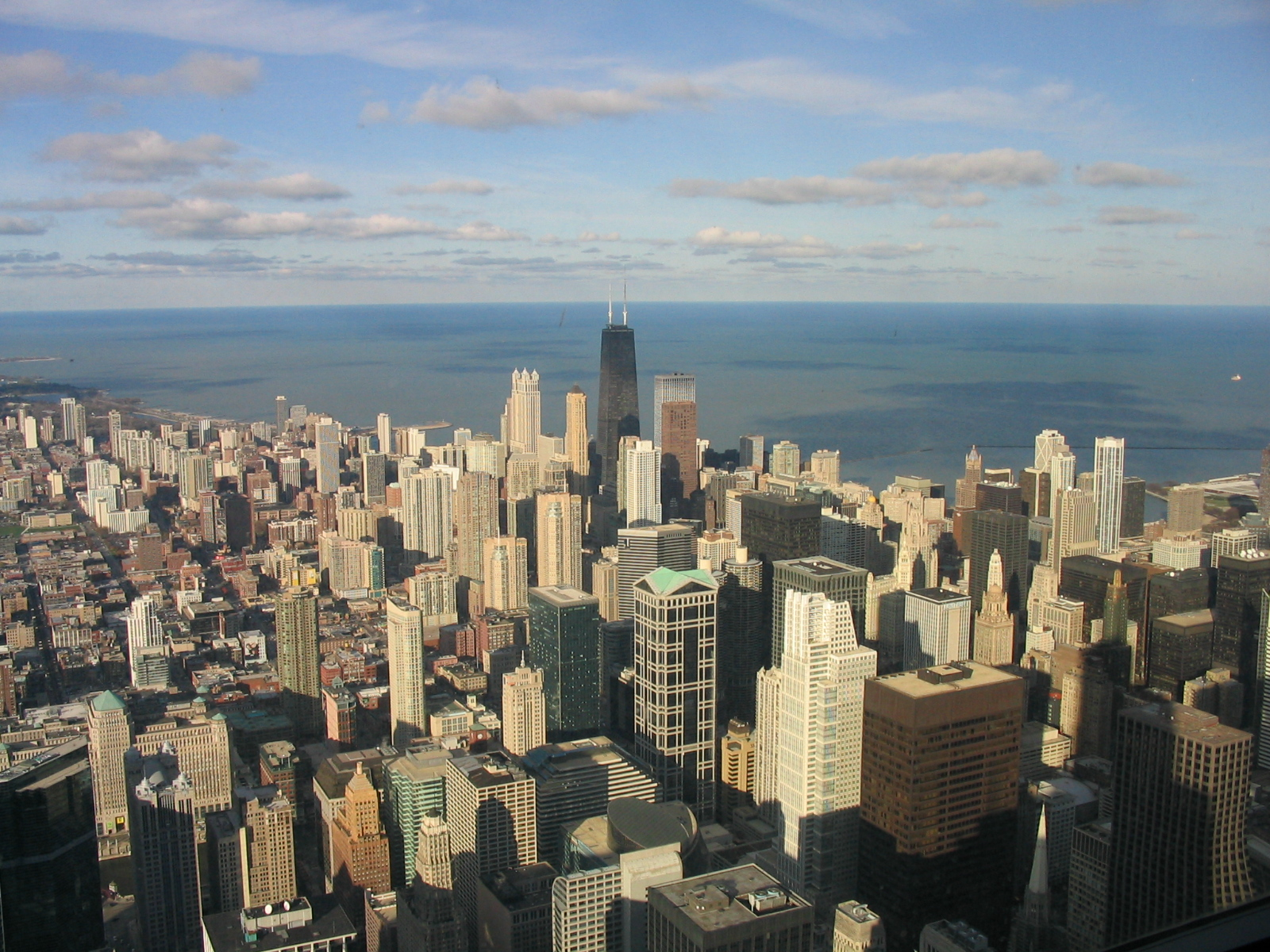
Vista panoramica di Chicago con al centro il John Hancock Center
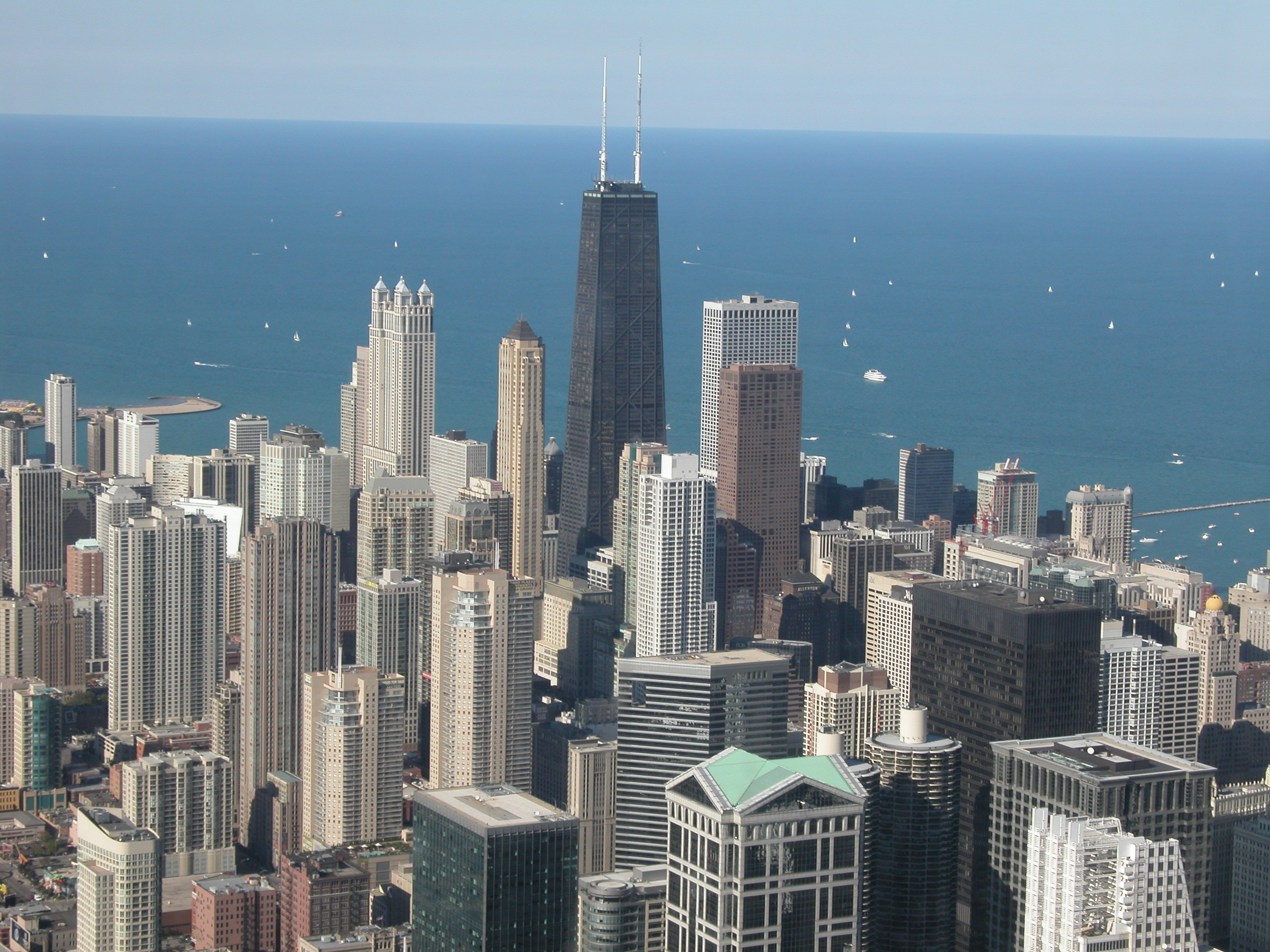
John Hancock Center visto dalla Sears Tower
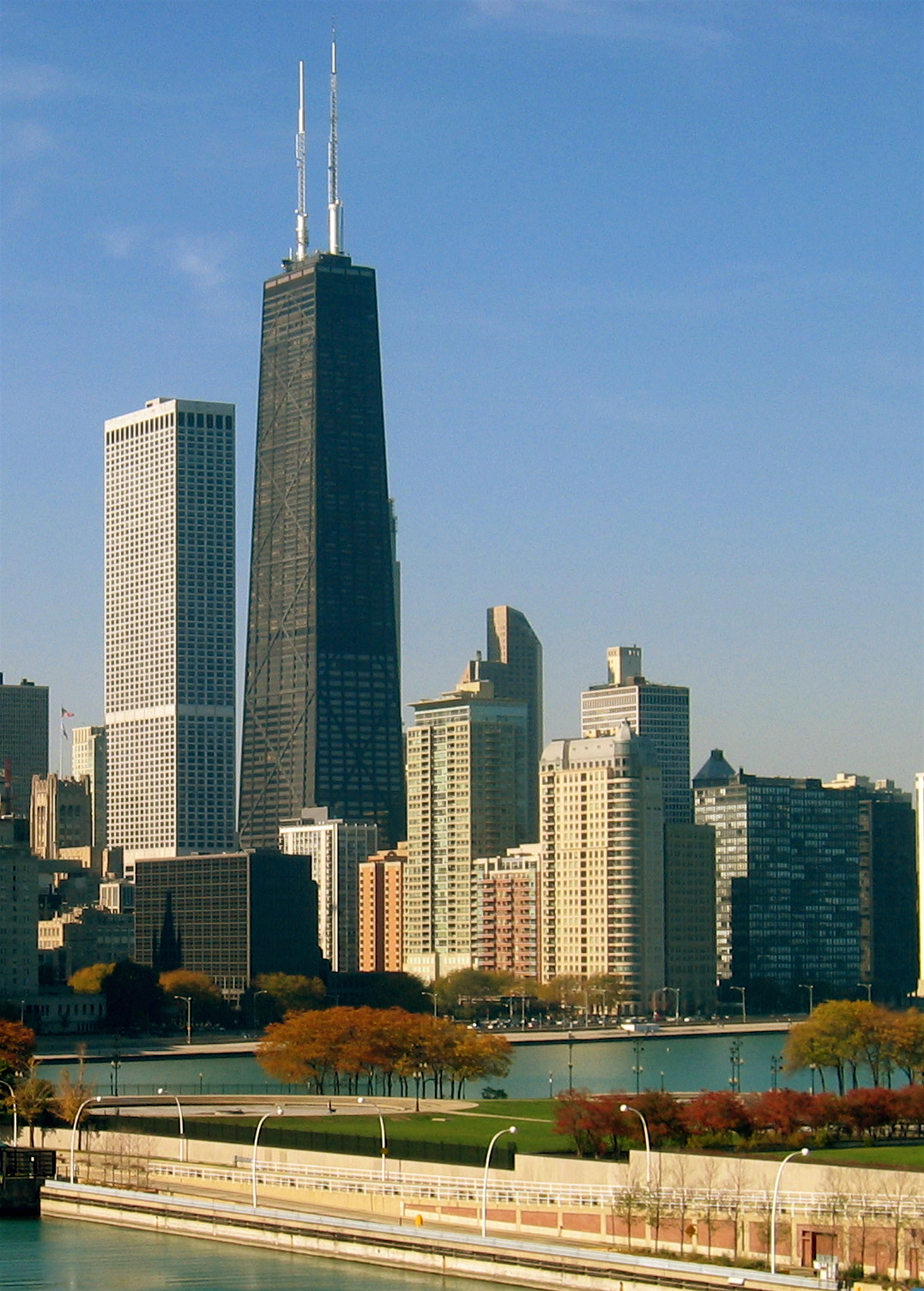
John Hancock Center visto dal molo della marina (Navy Pier)
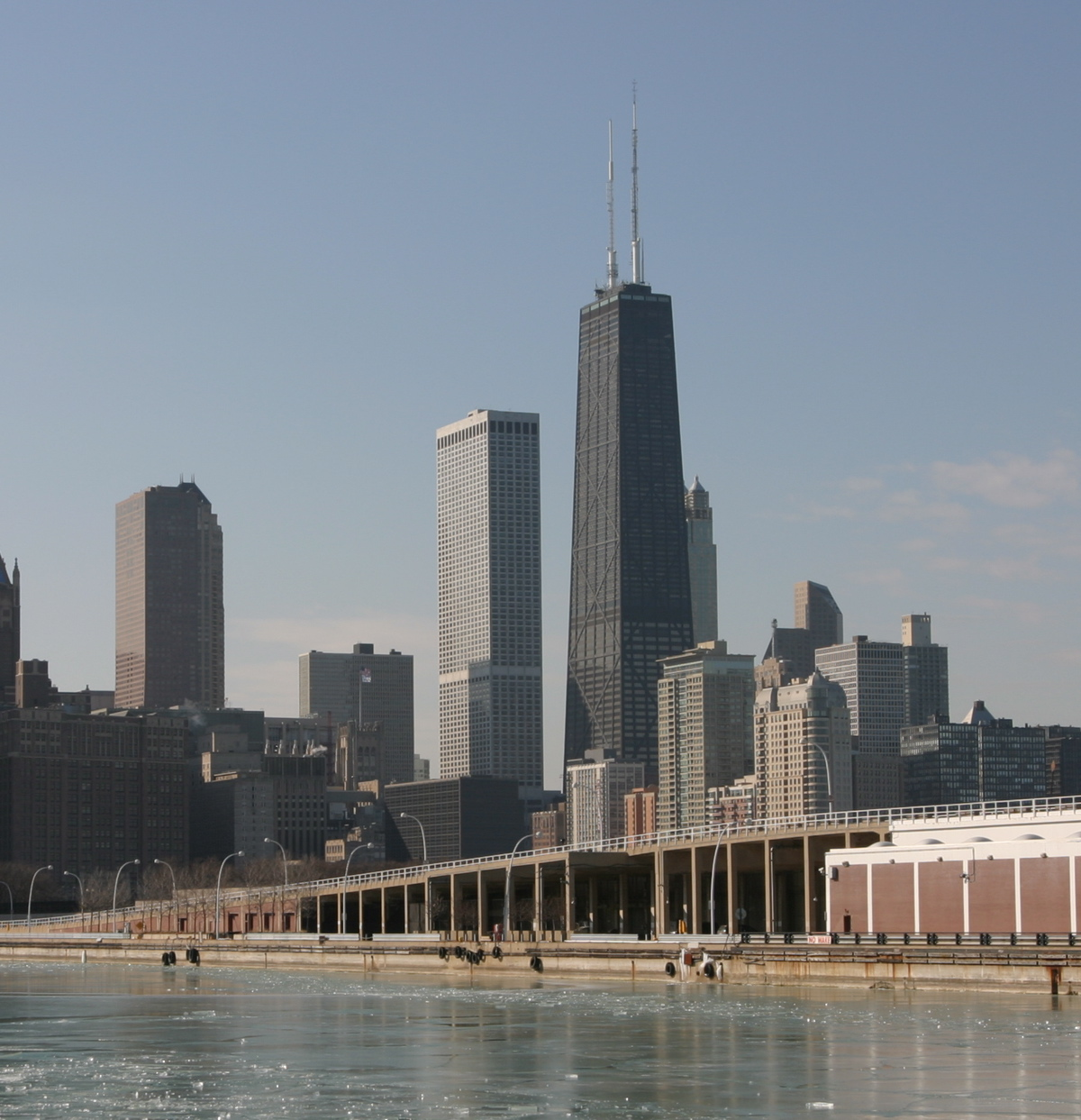
Ancora una vista dal Navy Pier
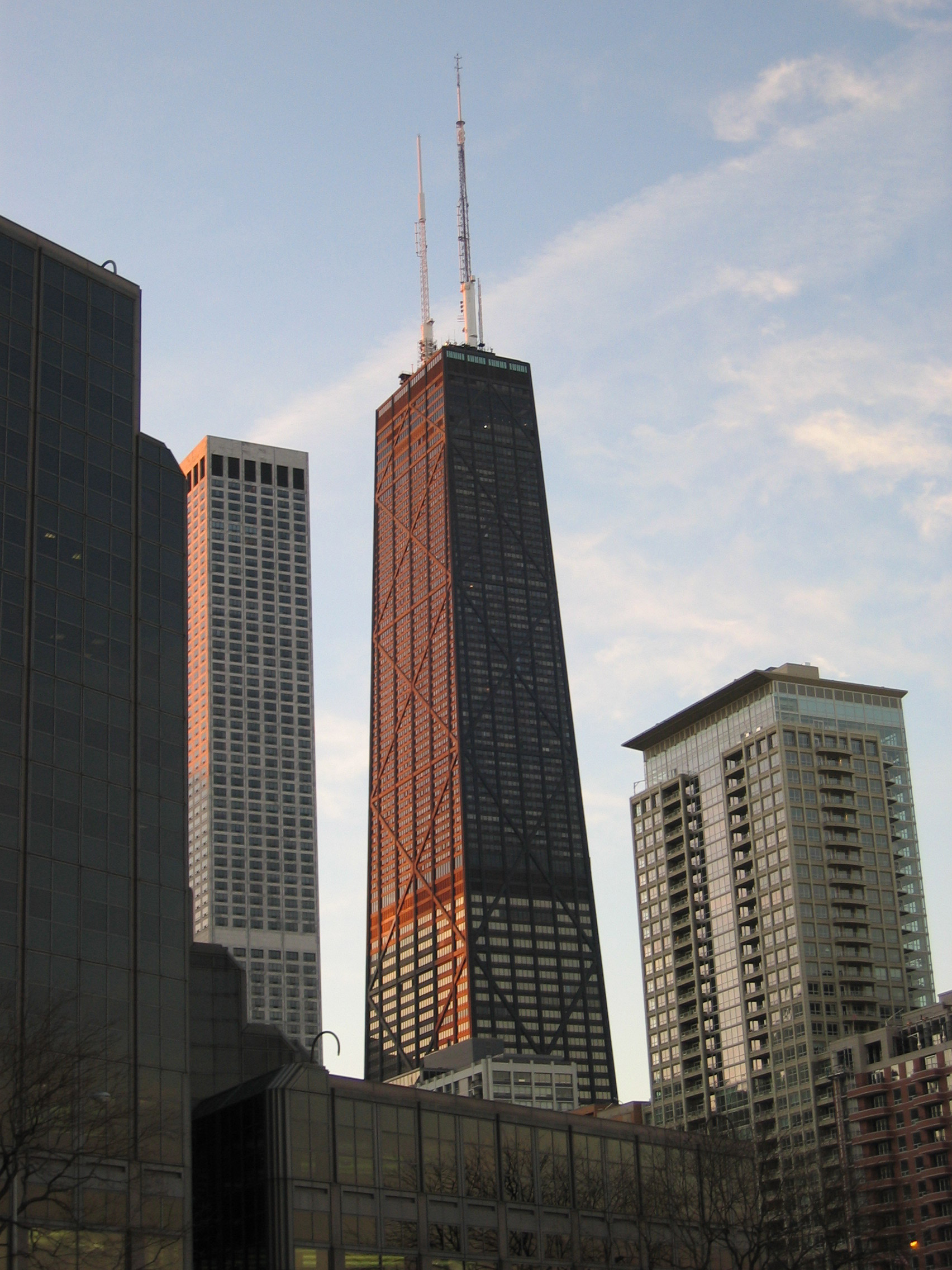
Vista laterale
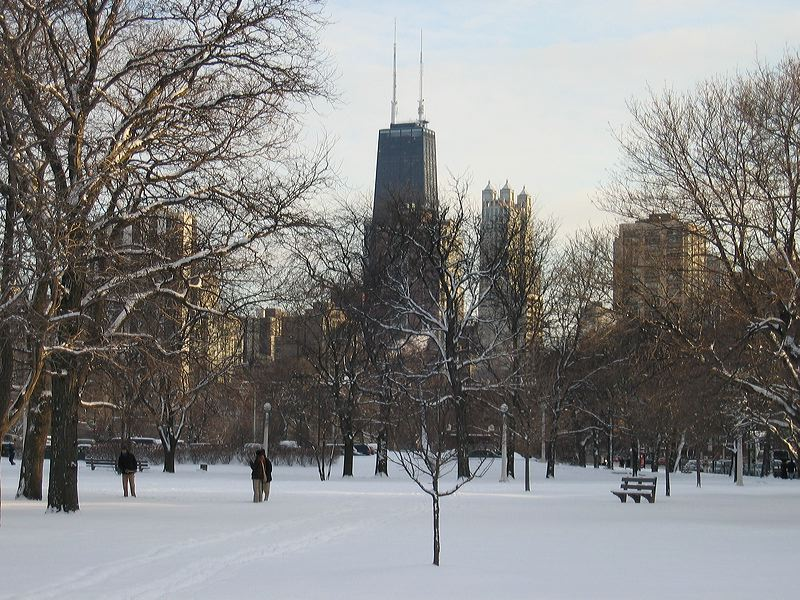
Dal Lincoln Park in inverno
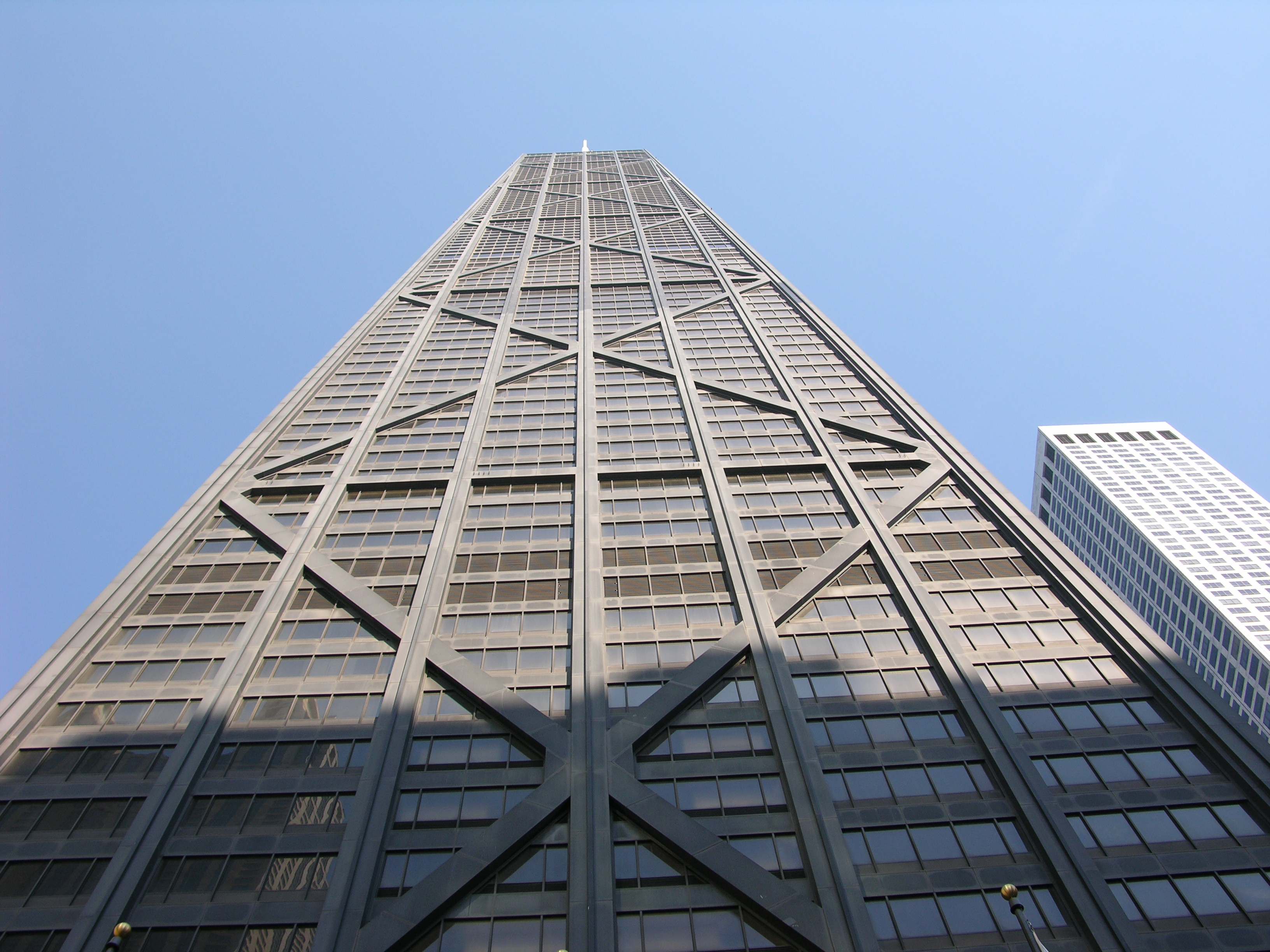
Particolare della struttura
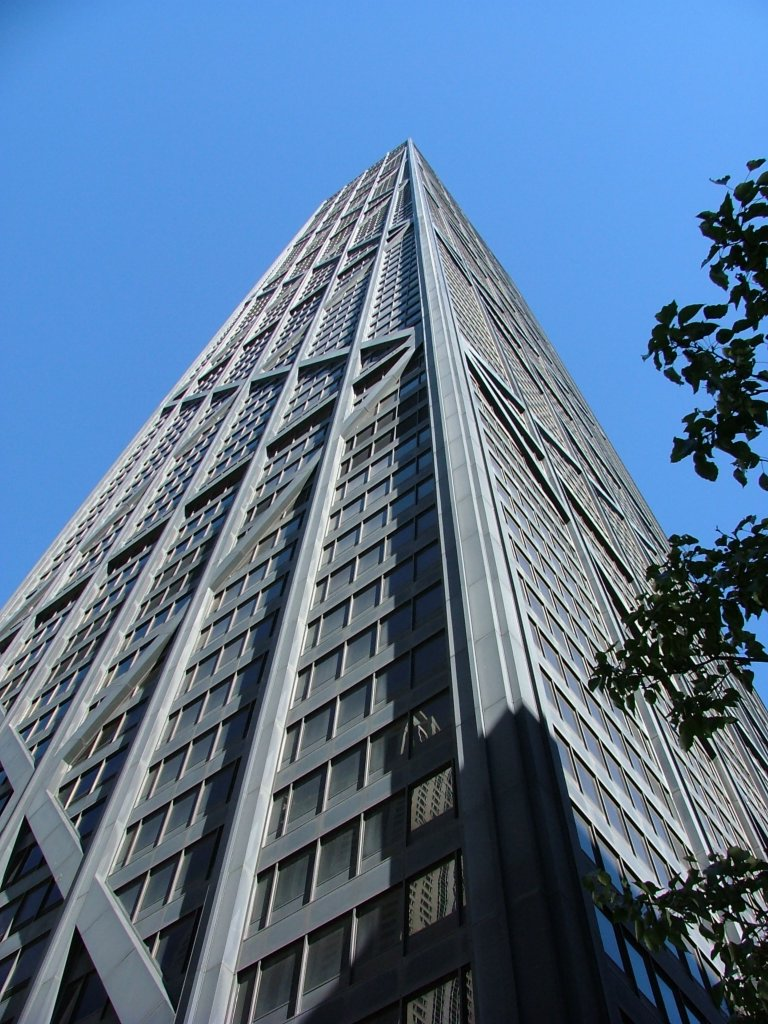
Vista dal basso

## Nella cultura di massa
- Nel videogioco del 2014 Watch Dogs è presente il John Hancock Center.

- Nella serie Chicago Party Aunt è presente il John Hancock Center.